# 巴西吻斑蛇鰻
巴西吻斑蛇鰻，為輻鰭魚綱鰻鱺目糯鰻亞目蛇鰻科的其中一種，分布於南美洲亞馬遜河及奧里諾科河流域，體長可達34.5公分，棲息在底層水域，屬肉食性，生活習性不明。